# Rainer Lutz (Psychologe)

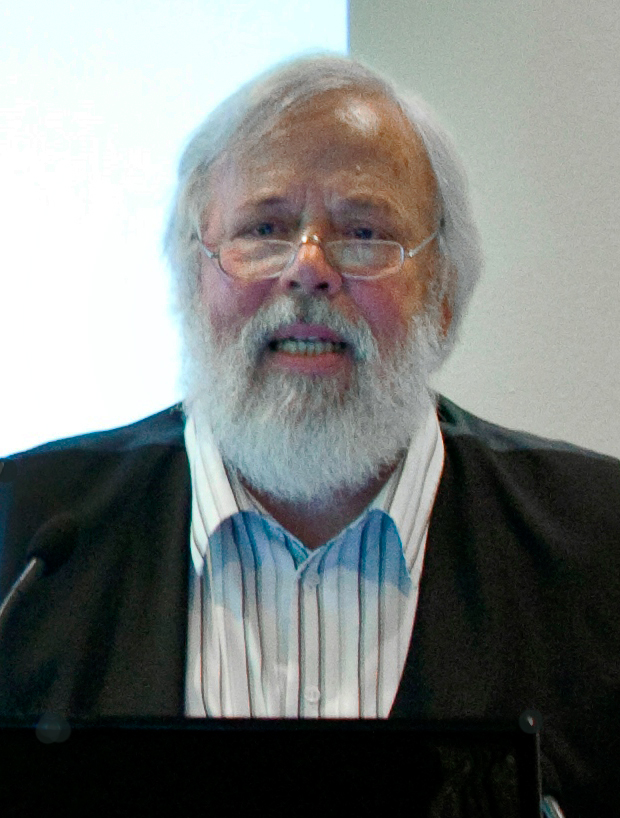
Rainer Lutz (2015)

Rainer Lutz (* 1943 in Berlin) ist ein deutscher Psychologe, Therapeut und Autor.

## Werdegang
Lutz wuchs in Richen und in Düsseldorf auf. 1963 machte er das Abitur am Leibniz-Gymnasium in Düsseldorf. Er studierte Psychologie, Pädagogik, Philosophie und Publizistik an der Universität Mainz; Famulatur in der Kinder- und Jugendpsychiatrie der Johann Wolfgang Goethe-Universität Frankfurt am Main. Er war Stipendiat der Studienstiftung Villigst. Lutz setzte nach dem Vordiplom (Psychologie) das Studium in der Ruhr-Universität Bochum fort und machte 1969 das Diplom.
Nach dem Abschluss in Psychologie arbeitete er als Tutor und Wissenschaftlicher Angestellter an der Universität Bochum, später an der Philipps-Universität Marburg; 1973 wurde er als Verhaltenstherapeut vom Deutschen Berufsverband der Verhaltenstherapeuten (DBV) anerkannt, 1987 erhielt er die Anerkennung auch von der Kassenärztlichen Vereinigung Hessen. Im gleichen Jahr wurde er als Lehrtherapeut vom DBV anerkannt, ab 1982 erfolgte die Anerkennung als Supervisor vom Deutschen Fachverband für Verhaltenstherapie e.V.(DVT). 1992 promovierte er an der Philipps-Universität Marburg zum Dr. rer. nat.

## Arbeitsschwerpunkte
Von 1970 bis 2008 unterrichtete Lutz Verhaltenstherapie und Verhaltensdiagnostik an der Universität Marburg. Daneben arbeitete er als Therapeut, Supervisor sowie Ausbilder und Fortbilder. Sein Forschungsinteresse galt vor allem der Diagnostik und der Klinischen Psychologie. Heute entwickelt und differenziert er diagnostische Instrumentarien zur Evaluation therapeutischer Effekte in diversen Fachkliniken. Er arbeitet an Therapieprogrammen, insbesondere zur Förderung positiven Erlebens und Verhaltens (Euthyme Therapie). Diesen letzten Themen sind auch seine zahlreichen Veröffentlichungen gewidmet.
Zu seinen therapeutischen Lehrern zählen Lutz Eva Jaeggi (Bochum), Ron Ramsay (Amsterdam), Frederick Kanfer (Champaign/Illinois, USA) und Dieter Kallinke (Heidelberg). Das lässt sich aus der Zusammenarbeit bei Publikationen schließen.
An der Philipps-Universität Marburg entwickelte sich um 1975 ein kleines Zentrum der Verhaltenstherapie. Rainer Lutz organisierte in diesem Rahmen Gastdozenturen für Frederick Kanfer (USA), Ron Ramsay (Amsterdam) und Dieter Kallinke (Heidelberg) und war maßgeblich an der Organisation eines ersten universitären Studienganges für Verhaltenstherapie beteiligt.
Um 1985 entstand in Marburg der Verein „Weiterbildungseinrichtung für Klinische Verhaltenstherapie“ e.V. (WKV), der Diplom-Psychologen die Qualifikation zur Approbation als Verhaltenstherapeuten vermitteln sollte. Rainer Lutz war sowohl an der Gründung als auch an der Lehrtätigkeit entscheidend beteiligt.
Jürgen Margraf schreibt in seinem Standardwerk verhaltenstherapeutischer Literatur Rainer Lutz „eine wichtige Funktion bei der Entwicklung der Verhaltenstherapie (…) schon früh“ in Deutschland zu. In Kontakt mit Frederick Kanfer (USA), Ron Ramsay (Amsterdam) und Dieter Schwarz (Psychosomatische Fachklinik Ammersee) erarbeitete Lutz schon in den 1970er Jahren verhaltenstherapeutische Konzepte. 1982 formulierte er in Zusammenarbeit mit Eva Koppenhöfer ein Gruppentherapieprogramm „Kleine Schule des Genießens“,. Aufbauend auf diesen Therapieerfahrungen entwickelte Rainer Lutz die allgemeinpsychologischen und verhaltenstherapeutischen Grundlagen für die Euthyme Therapie der sich in der Zwischenzeit viele Publikationen widmeten und die einen zentralen Stellenwert in seiner heutigen Arbeit einnimmt. Frederick Kanfer beschrieb Rainer Lutz einmal als „Scientist-practitioner“, seine Idealvorstellung eines Klinischen Psychologen, der sowohl wissenschaftlich als auch praktisch tätig sei.

## Veröffentlichungen (Auswahl)
- R. Lutz, H.-J. Windheuser: Therapiebegleitende Diagnostik. In: D. Schulte (Hrsg.): Diagnostik und Verhaltenstherapie. Urban & Schwarzenberg, München 1974, S. 196–218.
- R. Lutz: Das verhaltensdiagnostische Interview. Kohlhammer, Stuttgart 1978.
- D. Kallinke, R. Lutz, R. Ramsay (Hrsg.): Die Behandlung von Zwängen. Urban & Schwarzenberg, München 1979.
- D. Kallinke, R. Lutz: Verhaltensdiagnostik und interventionsorientierte Klassifikation von zwanghaften Störungen. In: D. Kallinke, R. Lutz, R. W. Ramsay (Hrsg.): Behandlung von Zwängen. Urban & Schwarzenberg, München, 1979, S. 227–251.
- D. Kallinke, R. Lutz: Die verhaltenstherapeutische Behandlung von Zwängen. In: D. Kallinke, R. Lutz, R. W. Ramsay (Hrsg.): Behandlung von Zwängen. Urban & Schwarzenberg, München 1979, S. 13–22.
- R. Lutz, E. Koppenhöfer: Kleine Schule des Genießens. In: R. Lutz (Hrsg.): Genuss und Genießen. Zur Psychologie genussvollen Erlebens und Handelns. Beltz, Weinheim 1983, S. 112–125.
- R. Lutz, P. Kretschmer: Anamnese, Exploration, Interview. In: E.-R. Rey (Hrsg.): Klinische Psychologie. Gustav Fischer Verlag, Stuttgart 1981, S. 29–38.
- R. Lutz, H.-J. Wieberg: Effektivitätsuntersuchung verschiedener Entspannungstechniken. In: Zeitschrift für Klinische Psychologie. Band 11, 1982, S. 98–115.
- E. Koppenhöfer, R. Lutz: Depression und Genuß. In: R. Lutz (Hrsg.): Genuß und Genießen. Zur Psychologie genußvollen Erlebens und Handelns. Beltz, Weinheim 1983, S. 126–136.
- R. Lutz (Hrsg.): Genuß und Genießen. Beltz Verlag, Weinheim/Basel 1983.
- R. Lutz: Wirkmechanismen und differentielle Effekte unterschiedlicher Entspannungstechniken. In: F.-H. Hehl, V. Ebel, W. Ruch (Hrsg.): Diagnostik psychischer und psychophysiologischer Störungen. Vol. 2, Deutscher Psychologen Verlag, Bonn 1985, S. 217–230.
- R. Lutz: Müßigsein und Genießen. Therapeutische Überlegungen. In: J. Tewes (Hrsg.): Nichts Besseres zu tun – über Muße und Müßiggang. Verlagsbuchhandlung, Oelde 1989, S. 223–230.
- R. Lutz: Therapietheorie zur Förderung genußvollen Erlebens und Handelns. In: M. Zielke, N. Mark (Hrsg.): Fortschritte der angewandten Verhaltensmedizin. Vol. 1, Springer-Verlag, Berlin 1990, S. 79–101.
- H. Lieb, R. Lutz (Hrsg.): Verhaltenstherapie. Ihre Entwicklung – ihr Menschenbild. Hogrefe, Stuttgart 1992.
- R. Lutz: Was ist richtig: „Gesundheit“ und „Krankheit“ oder „Gesundheit“ versus „Krankheit“? In: H. Lieb, R. Lutz (Hrsg.): Verhaltenstherapie. Ihre Entwicklung – ihr Menschenbild. Verlag für angewandte Psychologie, Göttingen 1992, S. 46–50.
- R. Lutz, G. Bezold, R. Bloem, M. Dietrich: Sehen und gesehen werden. In: H. Lieb, R. Lutz (Hrsg.): Verhaltenstherapie. Ihre Entwicklung – ihr Menschenbild. Hogrefe, Stuttgart 1992, S. 254–261.
- R. Lutz: Genußtraining. In: M. Linden, M. Hautzinger (Hrsg.): Verhaltenstherapie. Techniken und Einzelverfahren. 2. Auflage. Springer-Verlag, Berlin 1993, S. 155–159.
- R. Lutz, N. Mark: Zur Gesundheit bei Kranken. In: R. Lutz, N. Mark (Hrsg.): Wie gesund sind Kranke? Hogrefe, Göttingen 1995, S. 11–25.
- R. Lutz: Exploration von Positiva. In: H.-S. Reinecker, D. Schmelzer (Hrsg.): Verhaltenstherapie als „Selbstmanagement“. Hogrefe, Göttingen 1995.
- R. Lutz, U. Giesemann: Emotionen in der Verhaltenstherapie und ihren Weiterentwicklungen – ihre Bedeutung und Handhabung im therapeutischen Prozess. In: H.-G. Petzold (Hrsg.): Die Wiederentdeckung des Gefühls. Emotionen in der Psychotherapie und der menschlichen Entwicklung. Junfermann, Paderborn 1995, S. 551–572.
- R. Lutz: Gesundheit und Genuß: Euthyme Grundlagen der Verhaltenstherapie. In: J. Margraf (Hrsg.): Lehrbuch der Verhaltenstherapie. Vol. 1: Grundlagen. Diagnostik, Verfahren, Rahmenbedingungen. Springer, Berlin 1996, S. 113–128.
- R. Lutz: Euthyme Therapie. In: J. Margraf (Hrsg.): Lehrbuch der Verhaltenstherapie. Vol. 1: Grundlagen. Diagnostik, Verfahren, Rahmenbedingungen. Springer, Berlin 1996, S. 335–351.
- R. Lutz: Indikatoren von Gesundheit und Krankheit: zur Bedeutung des Itemformats. In: J. Margraf, J. Siegrist, S. Neumer (Hrsg.): Gesundheits- oder Krankheitstheorie? Saluto- versus pathogenetische Ansätze im Gesundheitswesen. Springer, Berlin / Heidelberg / New York 1998, S. 85–99.
- R. Lutz, M. Herbst, P. Iffland, J. Schneider: Möglichkeiten der Operationalisierung des Kohärenzgefühls von Antonovsky und deren theoretische Implikationen. In: J. Margraf, J. Siegrist, S. Neumer (Hrsg.): Gesundheits- oder Krankheitstheorie? Saluto- versus pathogenetische Ansätze im Gesundheitswesen. Springer, Berlin / Heidelberg / New York 1998, S. 171–185.
- R. Lutz, N. Mark, U. Bartmann, E. Hoch, F.-M. Stark (Hrsg.:): Beiträge zur Euthymen Therapie. Lambertus-Verlag, Freiburg/i.Br. 1999.
- R. Lutz: Wie das Evaluationsergebnis durch die Fragebogenkonstruktion vorhergesagt werden kann. In: M. Bassler (Hrsg.): Leitlinien zur stationären Psychotherapie – Pro und Contra. Psychosozial-Verlag, Gießen 2000, S. 207–232.
- R. Lutz: DSM-Rating Angst. In: J. Hojer,  Margraf J (Hrsg.): Angstdiagnostik. Springer, Heidelberg 2002, S. 131–135.
- R. Lutz, J. Schneider: Kurz- und langfristige Effekte der stationären Schmerztherapie in der Edertal Klinik. In: M. Bassler (Hrsg.): Leitlinien zur stationären Psychotherapie – Pro und Contra. Psychosozial-Verlag, Gießen 2000, S. 233–242.
- N. Vriends, E. Becker, A. Meyer, R. Lutz, J. Margraf: Recovery from social phobia in community and it predictors: Data from a longitudinal epidemiological study. In: Journal of Anxiety Disorders. Band 21, Nr. 3, 2007, S. 320–337.
- N. Kühne, R. Lutz: Förderung der Sinne. In: Norbert Kühne: Praxisbuch Sozialpädagogik. Band 6, Bildungsverlag EINS, Troisdorf 2008, ISBN 978-3-427-75414-5, S. 7–38.
- R. Lutz: Euthyme Therapie und Salutogenese. In: R. Frank: Wohlbefinden. Springer, Berlin 2011.